# Minuskuł 15
Minuskuł 15 (wedle numeracji Gregory–Aland), ε 283 (von Soden) – rękopis Nowego Testamentu z tekstem czterech Ewangelii, pisany minuskułą na pergaminie w języku greckim z XII wieku. Posiada księgi liturgiczne i marginalia (podział tekstu oraz noty liturgiczne).

## Opis rękopisu
Kodeks zawiera tekst czterech Ewangelii na 225 pergaminowych kartach (18,2 cm na 14,3 cm).
Tekst rękopisu pisany jest jedną kolumną na stronę, 23–24 linijek w kolumnie. Litery są ładne i regularne. Wielkie inicjały są pisane złotem, pierwsze strony każdej Ewangelii są bogato zdobione. Skryba popełnia błąd iota subscriptum.
Tekst Ewangelii dzielony jest według κεφαλαια (rozdziałów) oraz według Sekcji Ammoniusza, których numery umieszczono na marginesach. Sekcje Ammoniusza opatrzone zostały odniesieniami do Kanonów Euzebiusza. Przed każdą z ewangelii umieszczone zostały listy κεφαλαια (spis treści). Tekst ewangelii zawiera ponadto τιτλοι (tytuły).
Zawiera prolegomenę, list Hieronima do Karpiana, na marginesach oznaczono teksty do czytań liturgicznych, ponadto na końcu umieszczono księgi liturgiczne z żywotami świętych synaksarion i menologium.

## Tekst
Grecki tekst Ewangelii reprezentuje tekst bizantyjski. Hermann von Soden zaklasyfikował do Ak (tj. tekst charakterystyczny dla bizantyńskich komentarzy). Aland zaklasyfikował go do Kategorii V.
Według Claremont Profile Method, tj. metody wielokrotnych wariantów, reprezentuje rodzinę tekstualną  Kx w Ewangelii Łukasza 1 i 20. W Łk 10 nie dokonano profilu.
Tekst Pericope adulterae (Jan 7,53-8,11) został opuszczony przez kopistę. Na marginesie do Mk 16,8 umieszczono scholion kwestionujący autentyczność Dłuższego Zakończenia Marka: εν τισι των αντιγραφων, εως ωδε πληρουται ο ευαγγελιστης εν πολλοις δε, και ταυτα φερεται.

## Historia
Scholz datował rękopis na wiek X, Gregory na wiek XII. Paleograficznie datowany jest przez INTF na wiek XII. DO Paryża sprowadziła go Katarzyna Medycejska.
Ludolf Küster wykorzystał go w swoim wydaniu Nowego Testamentu (jako Paris 8).
Na listę rękopisów Nowego Testamentu wciągnął go Wettstein.
Rękopis badali Scholz (znaczne partie Mt, Mk, J), Burgon, oraz Paulin Martin.
Obecnie przechowywany jest we Francuskiej Bibliotece Narodowej w Paryżu, pod numerem katalogowym Gr. 64.
Nie jest cytowany w naukowych wydaniach greckiego Novum Testamentum Nestle–Alanda (NA26, NA27).